# Resolution (Doctor Who)
Resolution es un episodio especial de la serie británica de ciencia ficción Doctor Who, emitido originalmente el 1 de enero de 2019 por BBC One. Fue escrito por el productor ejecutivo Chris Chibnall y dirigido por Wayne Yip.
El episodio está protagonizado por Jodie Whittaker como la Decimotercer Doctor, junto a Bradley Walsh, Tosin Cole y Mandip Gill como sus compañeros Graham O'Brien, Ryan Sinclair y Yasmin Khan, respectivamente, y marca el regreso de los Daleks. El episodio fue visto por 7,13 millones de espectadores.

## Sinopsis
En el siglo IX, tres facciones opuestas lograron por poco vencer a un enemigo aparentemente invencible y cortaron su cuerpo en tres partes para esconderlo en los rincones más lejanos de la Tierra. El titular de la última pieza es asesinado antes de que pueda enterrar la pieza, que posteriormente fue descubierto por Lin y Mitch, dos arqueólogos, en Sheffield, en el día de Año Nuevo de 2019. La última pieza revive involuntariamente, ya que convoca remotamente a los otros dos fragmentos para completarse.
Mientras observan los fuegos artificiales del Día de Año Nuevo de diferentes épocas en el tiempo, la Decimotercer Doctor y sus acompañantes son alertados de esta presencia alienígena, llegando a 2019 y conociendo a los dos arqueólogos. Lin revela que vio una gran criatura parecida a un calamar en una pared, la Doctor encuentra solo una mancha de limo. Sin el conocimiento de los demás, la criatura se ha adherido a la espalda de Lin y ha tomado el control de su mente y cuerpo.
Al regresar a la casa de Graham y Ryan, la tripulación de la TARDIS descubre que Aaron, el padre hasta ahora ausente de Ryan, ha regresado y desea hacer las paces con su hijo por no estar allí, especialmente desde la muerte de Grace. Graham es escéptico, pero apoya a Ryan cuando decide ir con Aaron a un café local para que los dos puedan hablar. Mientras tanto, la Doctor y Yasmin intentan seguir a la criatura, lo que ha hecho que Lin robe un auto de policía y un uniforme. Después de examinar la baba, la Doctor descubre que está siguiendo a un explorador Dalek.
El Dalek, que aún controla a Lin, llega a una base de archivo, mata a su guardia y usa sus huellas digitales para acceder a los archivos. Luego de recuperar una pistola de rayos Dalek del archivo, viaja a un almacén rural, mata al dueño y construye una carcasa improvisada de chatarra de Dalek. Finalmente, la Doctor y sus amigos encuentran a Lin liberada del control de Dalek ahora reconstruido. Después de matar a una patrulla militar, el Dalek vuela al Cuartel General de Comunicaciones del Gobierno, masacra al personal e intenta convocar a la flota Dalek para conquistar la Tierra.
El Doctor, su equipo de TARDIS, Aaron y los dos arqueólogos van inmediatamente al cuartel de comunicaciones y escuchan la señal de invocación de la flota, destruyendo la carcasa del Dalek en el proceso. Sin embargo, el mutante sobrevive y posee a Aaron, amenazando con matarlo a menos que la Doctor la lleve a Skaro para reunir la flota. La Doctor está de acuerdo, pero en cambio lleva al mutante Dalek a una supernova. Ryan salva a Aaron en el último momento cuando el mutante Dalek es lanzado a la supernova.
De vuelta en Sheffield, Ryan le ofrece a Aaron la oportunidad de viajar en la TARDIS, pero Aaron se niega. El equipo de TARDIS se despide de Aaron y los arqueólogos y emprenden su viaje.

## Producción

### Desarrollo
Junto con las temporadas regulares de la serie, también se transmitieron episodios especiales de Navidad cada año entre 2005, el año de la reactivación del programa y 2017. Twice Upon a Time marcó el último episodio especial creado para Navidad, después del episodio especial tradicional se trasladó al día de Año Nuevo en 2019. El título del episodio se anunció el 8 de diciembre de 2018 como Resolution.
Chibnall declaró durante el rodaje de la undécima temporada, que incluía a Resolution, que los Daleks no aparecerían; sin embargo, el 25 de diciembre de 2018, la BBC anunció que el especial del Día de Año Nuevo presentaría el regreso de los Daleks.

### Filmación
Resolution se filmó junto a los diez episodios de la undécima temporada.

### Casting
El 6 de diciembre de 2018, la BBC anunció a las estrellas invitadas para el episodio, incluyendo a Charlotte Ritchie, Nikesh Patel y Daniel Adegboyega, como los personajes Lin, Mitch y Aaron, respectivamente.

### Promoción
El primer tráiler del episodio fue lanzado después de la transmisión del final de la undécima temporada, The Battle of Ranskoor Av Kolos.

## Difusión y recepción

### Difusión
Resolution es el único episodio de Doctor Who que se emitió en 2019, ya que la duodécima temporada se estrenó en 2020. Similar a The Woman Who Fell to Earth, Resolution no presentó títulos de apertura.

### Calificaciones
Resolution fue vista por 5,15 millones de espectadores durante la noche, una participación del 22,4% del total de la audiencia televisiva del Reino Unido, lo que la convierte en la cuarta audiencia más alta durante la noche, pero también la audiencia más baja para un episodio especial de Doctor Who. El episodio recibió un total oficial de 7,13 millones de espectadores en todos los canales del Reino Unido, lo que lo convirtió en el decimocuarto programa más visto de la semana, y obtuvo un puntaje de 80 en el índice de apreciación del público.
En Australia, el episodio recibió 424,000 espectadores.

### Recepción crítica
El especial tiene un índice de aprobación del 95% en Rotten Tomatoes, y un promedio de 8,03/10 basado en 20 comentarios. El consenso crítico del sitio web dice:

Con una nueva versión de villanos familiares y un renovado sentido de juego, Resolution es una serie especial fuerte que sorprende tanto en la historia como en el espectáculo.

### Lanzamientos
Resolution recibió un lanzamiento independiente de DVD y Blu-ray el 18 de febrero de 2019 en la Región 2 y el 19 de febrero en la Región 1, y fue lanzado el 6 de marzo en la Región 4.

### Banda sonora
Dos pistas del especial, compuesto por Segun Akinola, se incluyeron en la banda sonora de la undécima temporada, un conjunto de 2 CD que fue lanzado el 11 de enero de 2019 por Silva Screen Records.